# Versprochen ist versprochen
Versprochen ist versprochen, im Original Jingle All the Way, ist eine US-amerikanische Actionkomödie und ein Weihnachtsfilm des Regisseurs Brian Levant mit Arnold Schwarzenegger in der Hauptrolle.

## Inhalt
Der Film handelt von Howard Langston, einem Geschäftsmann und Familienvater, der seinem vernachlässigten Sohn Jamie versprochen hat, ihm zu Weihnachten einen Turbo-Man, die neueste Action-Figur aus einer beliebten Kinder-TV-Serie, zu schenken. Da er vergessen hat, die Figur zu besorgen, hetzt er am Weihnachtstag durch Minneapolis und St. Paul, um noch eine solche Figur zu finden, muss aber feststellen, dass sie überall ausverkauft sind. Auf seiner verzweifelten Suche nach nur einer Turbo-Man-Figur bekommt er unerwünschte Konkurrenz von dem etwas durchgeknallten Postboten Myron, der seinem Sohn ebenfalls einen Turbo-Man versprochen hat.
Dazu trifft Howard unter anderem auf Spielzeugfälscher und einen Polizisten namens Hummel, der ihm mit zunehmendem Eifer nachstellt (zumal Howard bei ihren Begegnungen immer ein Missgeschick auf Kosten von Hummel passiert). Immer wieder scheint Howard dem Ziel, die begehrte Figur zu bekommen, so nahe, und doch entschlüpft ihm die Chance im letzten Moment wieder. Außerdem droht Gefahr seitens seines Nachbarn Ted, eines Frauenhelden, der versucht, sich an Howards Frau Liz heranzumachen.
Am Ende wird Howard, als er wieder vor Hummel fliehen muss, versehentlich für einen Ersatz-Stuntman gehalten, kurzerhand in ein Turbo-Man-Kostüm gezwängt, und nimmt so verkleidet an einer Weihnachtsparade teil; dabei darf er einem Jungen einen exklusiven Turbo-Man als Geschenk überreichen. Howard entscheidet sich für seinen Sohn, aber Myron kommt ihm als Turbo-Mans Widersacher Dementor verkleidet dazwischen. Es kommt zwischen den beiden Konkurrenten zu einem wahnwitzigen Gefecht um die Figur. Am Ende rettet Howard seinem Sohn das Leben und Myron wird verhaftet, doch Jamie gibt seine Figur an Myron ab, weil er mit seinem Vater einen „echten“ Turbo-Man zu Hause hat. Allerdings endet der Weihnachtsabend für Howard mit neuem Schrecken: Er hat das Geschenk für seine Frau vergessen!

## Synchronisation
Die deutsche Synchronisation entstand nach einem Dialogbuch und unter der Dialogregie von Frank Schaff im Auftrag der Berliner Interopa Film GmbH.
| Darsteller            | Sprecher                 | Rolle                         |
| --------------------- | ------------------------ | ----------------------------- |
| Arnold Schwarzenegger | Thomas Danneberg         | Howard Langston               |
| Sinbad                | Leon Boden               | Myron Larabee                 |
| Rita Wilson           | Katja Nottke             | Liz Langston                  |
| Jake Lloyd            | Marcel Gröner            | Jamie Langston                |
| Phil Hartman          | Hans-Jürgen Wolf         | Ted Maltin                    |
| Nick LaTour           | Helmut Krauss            | Café-Angestellter             |
| Martin Mull           | Helmut Gauß              | D.J.                          |
| Richard Moll          | Jörg Döring              | Dementor                      |
| Alan Blumenfeld       | Frank Ciazynski          | Detective                     |
| Phil Morris           | Martin Keßler            | Gale Force                    |
| E.J. De La Pena       | Joschka Nachtigall       | Johnny                        |
| Ruth Afton Hjelmgren  | Anja Godenschweger       | Judy                          |
| Chris Parnell         | Gerald Schaale           | Kaufhausangestellter          |
| John Rothman          | Eberhard Prüter          | Kaufhausdirektor              |
| Amy Pietz             | Katharina Koschny        | Liza Tisch                    |
| Sandy Thomas          | Maja Dürr                | Mutter in Nachbarschaft       |
| Robert Conrad         | Friedrich Georg Beckhaus | Officer Hummell               |
| Curtis Armstrong      | Klaus Lochthove          | Parade-Booster                |
| Jim Meskimen          | F.G.M. Stegers           | Parade-Polizist               |
| Peter Breitmayer      | Jan Kurbjuweit           | Polizist Sparky               |
| Harvey Korman         | Karl-Heinz Grewe         | Präsident                     |
| Paul Wight            | Marlin Wick              | Riesen-Weihnachtsmann         |
| Walter von Huene      | Marlin Wick              | Taxifahrer                    |
| Danny Woodburn        | Wilfried Herbst          | Tony, die Elfe                |
| Daniel Riordan        | Johannes Berenz          | Turbo Man                     |
| Steve Van Wormer      | Frank Schaff             | Turbo Man Float Parade Worker |
| Jim Belushi           | Detlef Bierstedt         | Weihnachtsmann                |
| Bruce Bohne           | Oliver Siebeck           | Weihnachtswachmann            |

## Hintergrund
- Als Inspiration für die Handlung dienten die sogenannten Cabbage Patch Riots von 1983 und ähnliche spätere Weihnachts-Kaufrausch-Unruhen um die begehrtesten Kinderspielzeuge in den USA.
- Als Running Gag ist immer wieder ein Polizist zu sehen, der Howard zu verhaften versucht, weil dieser bei seiner Jagd auf das begehrte Spielzeug keine Rücksicht auf Gesetze nimmt. In einer Szene spricht Myron den Polizisten als Magnum an: „Na los Magnum, du auch!“ Der Darsteller des Polizisten ist Robert Conrad, ein Halbbruder von Larry Manetti, der als Rick in der Fernsehserie Magnum mitspielte.
- Der riesenhafte Weihnachtsmann aus der kriminellen Organisation, gegen den Howard kämpft, wurde von Paul Wight dargestellt, der in der US-amerikanischen Wrestlingpromotion WWE als The Big Show bekannt ist. Im Abspann hat er noch den Spitznamen The Giant, welches sich auf sein früheres Gimmick beim früheren Konkurrenten World Championship Wrestling bezieht.
- 2014 entstand mit Versprochen ist versprochen 2 (Jingle All the Way 2) eine Fortsetzung, die für den Videomarkt produziert wurde. Die Hauptrolle übernahm Larry the Cable Guy, Regie führte Alex Zamm.

## Einspielergebnis
Bei Produktionskosten von 60 Millionen US-Dollar spielte der Film ca. 130 Millionen US-Dollar ein.

## Auszeichnungen
Der Film wurde 1997 mit dem Blockbuster Entertainment Award in der Kategorie Favorite Supporting Actor – Family ausgezeichnet. Allerdings wurde er im selben Jahr auch für die Goldene Himbeere in der Kategorie schlechtester Regisseur nominiert.

## Kritiken
Von der Kritik wurde Versprochen ist versprochen insgesamt sehr negativ aufgenommen. Filmkritik-Aggregator Rotten Tomatoes verzeichnet für den Film, basierend auf 45 Kritiken, eine Bewertung von 16 Prozent, während Metacritic 34 von 100 Punkten vergab.

„Der Regisseur verläßt sich ganz auf die Wirkung einzelner Szenen, nutzt das komische Potential der Figuren aber nicht. Das Resultat ist eine ebenso biedere wie langweilige Komödie.“

„Was Arnie alles anstellt, um sein Versprechen zu halten, ist urkomisch.“